# Arnoul II de Boulogne
Pour les articles homonymes, voir Arnoul II et Arnoul.
Arnoul II de Boulogne, mort en 971, fut comte de Boulogne de 964 à 971. Il était fils d'Adalolphe, comte de Boulogne.
À la mort de son père, lui et son frère, probablement mineurs, furent dépossédés des terres de leur père, par leur oncle Arnoul Ier de Flandre. Il se révoltèrent contre lui en 962, son frère fut tué pendant la révolte, mais Arnoul II parvint à se faire reconnaître la possession du Boulonnais en 964, profitant de la maladie puis de la mort d'Arnoul Ier de Flandre et de la minorité de son petit-fils et successeur, Arnoul II de Flandre .
Il aurait également eu pour frère Hugues Ier de Saint-Pol, comte de Saint-Pol.
Il mourut en 971.
Il aurait été inhumé dans l'abbaye de Samer.

## Descendance
Son fils Arnoul III de Boulogne lui succède à la tête du comté de Boulogne.
Sa fille Mathilde ou Mahaut épousa Ardolf Ier de Guînes, comte de Guînes.
Arnoul II aurait également eu d'autres enfants, dont un Eustache, inhumé au côté de son père, et peut-être un autre Arnoul également inhumé dans la même abbaye.

## Sources
- Alain Lottin, Histoire de Boulogne-sur-Mer [détail des éditions].
- Andrew Bridgeford (trad. Béatrice Vierne), 1066, l’histoire secrète de la tapisserie de Bayeux, Éditiond du Rocher, coll. « Anatolia », 2004 (réimpr. 2005) [détail des éditions] (ISBN 2-268-05528-0), p. 386.
- M. Prevost, « Ardolphe (ou Adalolphe ou Adolphe) 1er Comte de Guînes », dans Dictionnaire de Biographie française, Tome III, Paris, 1939, Letouzey et Ané.
- André Du Chesne, Histoire généalogique des maisons de Guines, d'Ardres, de Gand et de Coucy et de quelques autres familles illustres, Paris, 1632, lire en ligne.